# Accord d'entreprise
Cet article court présente un sujet plus développé dans : Accords collectifs en France.
En droit du travail français, un accord d'entreprise est un accord collectif conclu entre l'employeur et les délégués syndicaux ou les représentants du personnel.